# Карловка (Донецкая область)

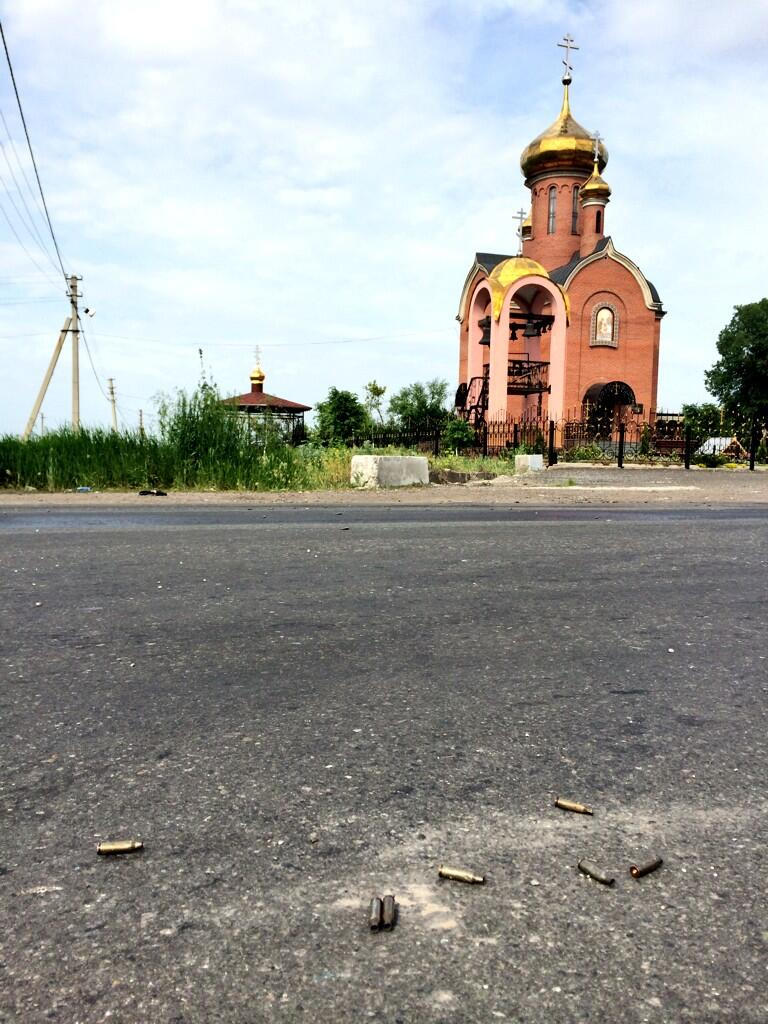
Церковь в Карловке. 2014

Карловка (укр. Карлівка) — село в Украине, находится в Покровском районе Донецкой области.
Код КОАТУУ — 1423381103. Население по данным 2024 года составляет 0 человек. Почтовый индекс — 85620. Телефонный код — 6278.
В мае — июле 2014 года во время Донбасской войны село стало местом боевых действий. В результате боëв Украина вернула контроль над селом.
В 2024 начались новые бои за село,уже в ходе вторжения России в Украину. 4 сентября Карловка и Пречистовка были захвачены.. ВСУ обустроили окопы и укрепления на другой стороне водохранилища, но ВС РФ подошли с севера. Укрепления были оставлены.

## Адрес местного совета
85620, Донецкая область, Марьинский р-н, с. Галицыновка, ул. Середы, 1а; тел. 9-91-30[обновить данные]